# Lophocebus
Lophocebus es un género de primates catarrinos de la familia Cercopithecidae conocidos con el nombre común de mangabeys crestados que incluye a seis especies de monos africanos.

## Especies
Se han descrito seis especies como pertenecientes al género:
- Lophocebus albigena
- Lophocebus aterrimus
- Lophocebus johnstoni
- Lophocebus opdenboschi
- Lophocebus osmani
- Lophocebus ugandae